# Vannina Santoni
Pour les articles homonymes, voir Santoni.
Répertoire
Donna Anna (Don Giovanni, Mozart), La Comtesse (Le nozze di Figaro, Mozart), Pamina (Die Zauberflöte, Mozart), Leïla (Les Pêcheurs de perles, Bizet), Micaela (Carmen, Bizet), Juliette (Roméo et Juliette, Gounod), Violetta (Traviata, Verdi), Manon (Manon, Massenet)...
Vannina Santoni (née en 1987 à Volpajola) est une soprano lyrique française.

## Biographie
Vannina Santoni commence sa carrière en interprétant le rôle de Donna Anna (dans Don Giovanni de Mozart) en Italie, puis à l’Opéra royal de Versailles. Rapidement remarquée, après ses études au Conservatoire national de Paris, pour ses qualités « d’un lyrisme pur mêlé de feu dramatique, elle habite ses rôles avec la ferveur d’une comédienne ».
Sur les scènes françaises (Opéra de Paris, Théâtre des Champs-Élysées, Cité de la Musique, Capitole de Toulouse, Opéra de Tours, Opéra royal de Versailles, Opéra de Nancy...) et internationales (Konzerthaus de Vienne, Opéra de Monte-Carlo, Teatro Manoel de Malte, Oper Köln, Hong Kong Cultural Centre…) elle a notamment interprété Fiordiligi (dans Cosí fan tutte de Mozart), Gretel (dans Hänsel und Gretel d'Engelbert Humperdinck), Micaëla (dans Carmen de Georges Bizet), Leïla (Les Pêcheurs de perles de Bizet), Juliette (dans Roméo et Juliette de Charles Gounod), la Comtesse Almaviva (dans Le nozze di Figaro de Mozart), Adina (dans L'Elisir d'amore de Gaetano Donizetti), Adele (dans Die Fledermaus, en français La Chauve-souris, de Johann Strauss), Suor Angelica et Lauretta (Il trittico de Giacomo Puccini), très applaudie par la critique, et Patricia Baer lors de la création mondiale des Pigeons d’argile de Philippe Hurel au Capitole de Toulouse. 
Son répertoire s'étend à l'oratorio (Ein Deutsches Requiem de Johannes Brahms, le Requiem de Giuseppe Verdi, les Vêpres solennelles d'un confesseur et la Messe en ut de Mozart, la Messe en sol majeur de Franz Schubert, Les Saintes Maries de la Mer d’Émile Paladilhe).
Elle se produit également en concert et participe à de nombreux festivals ; elle a été la Comtesse (dans Le Nozze di Figaro) au festival Musiques au cœur d'Antibes d’Ève Ruggieri et a été invitée par Raymond Duffaut pour des concerts aux Chorégies d'Orange ainsi qu'à l’émission Musiques en fête présentée par Alain Duault.
En 2016-2017, elle chante dans le Requiem de Giuseppe Verdi puis le rôle de Micaëla (dans Carmen) au Théâtre des Champs-Élysées, avant de faire ses premiers pas à l'Opéra Bastille, dans celui de Frasquita, du même Carmen.
En janvier 2017, elle fait ses débuts dans le rôle de Manon à l'Opéra de Monte-Carlo, saluée pour son « extraordinaire force de conviction et de rayonnement de cette prise de rôle, qui donne sa mesure dès sa première entrée : il y a là un talent hors pair. »
En 2017-2018, elle interprète Juliette à l’opéra de Nice ainsi que la Princesse Saamcheddine dans Mârouf, savetier du Caire d'Henri Rabaud à l’Opéra de Bordeaux et à l’Opéra-Comique. Dans cette même Salle Favart, elle interprète également le rôle d’Agnès dans La Nonne sanglante de Charles Gounod.
En 2019, elle interprète le rôle de Pamina dans La Flûte Enchantée de Mozart à l'Opéra Bastille.

### Famille et vie privée
D’origine corse par son père et russe par sa mère, Vannina Santoni est mariée à un chef d’orchestre français, avec lequel elle a eu deux enfants.

## Discographie
- Ah Mozart ! Le CD réunit Les Flamants Noirs, Vannina Santoni, la mezzo Albane Carrère et la basse Nicolas Certenais ; il comprend les 6 Nocturnes de Mozart, des airs et duos d'opéras…
- Les Pigeons d'argile, opéra de Philippe Hurel. DVD enregistré au Théâtre du Capitole de Toulouse (2014). Livret de Tanguy Viel. Direction musicale de Tito Ceccherini, mise en scène de Mariame Clément. Avec Vannina Santoni, Gaëlle Arquez, Aimery Lefèvre, Vincent Le Texier, Sylvie Brunet-Grupposo, Gilles Ragon, Dongjin Ahn, le Chœur du Capitole.
- Zanaïda de Jean-Chrétien Bach. CD enregistré au théâtre de Saint Quentin-en-Yvelines (2013) par Opera Fuoco. Direction musicale : David Stern. Mise en scène : Sigrid T'Hooft. Avec Sara Hershkowitz (Zanaïda), Chantal Santon (Roselane), Vannina Santoni (Osira), Marina de Liso (Tamasse), Pierrick Boisseau (Mustafa), Daphné Touchais (Cisseo), Julie Fioretti (Silvera), Madjouline Zerari (Aglatida) et Jeffrey Thompson (Gianguir).